# تخم گلدی
تخم گلدی (به لاتین: Tokhom Geldi) یک منطقهٔ مسکونی در افغانستان است که در ولایت بلخ واقع شده‌است.